# 肥後高田站
肥後高田站（日语：／ Higo-Kōda eki */?）是位於熊本縣八代市平山新町，肥薩橙鐵道線的車站。車站編號為OR02。
上行方向前往八代、新八代，下行方向前往出水、川内、隈之城各每小時設有1班。另外，車站鄰近熊本高專八代校園和中九州短期大學等學校，因此在平日早上和黃昏均有許多來自八代方向、水俁方向的學生使用此站。在早上8時時段設有1班列車來往八代站與此站之間。另外，由於此站較多民居，因此比其他肥薩橙鐵道線，此站較多人上下車。

## 歷史
- 1933年7月17日：鐵道省鹿兒島本線車站啟用[1]。
- 1949年6月1日：日本國有鐵道成立，成為國鐵車站。
- 1970年9月1日：隨著引入CTC，成為業務委託車站。肥後高田站長廢止，由八代站的管理此站。
- 1976年3月：舊站房拆卸，新站房竣工。
- 1987年4月1日：隨國鐵分割民營化，車站由九州旅客鐵道（JR九州）營運。
- 1993年：降為無人車站[2]。
- 2004年3月13日：九州新幹線鹿兒島中央站（當日由西鹿兒島站改名而成）至新八代站之間開業，使鹿兒島本線八代站至川內站之間的鐵路業務由肥薩橙鐵道繼承。
- 2009年3月14日：新設在早上8時時段於此站出發的班次。
- 2019年10月1日：隨著引入車站編號，站名牌也更新。車站英文名由「Higo Kouda」改為「Higo-Kōda」。

## 車站構造
車站是一座地面車站，設有2面2線的相對式月台。車站為無人車站，本來為有人車站，設有木造的車站大樓。後來重建為簡易車站大樓，成為業務委託車站，設有售票櫃臺。由八代站派遣車站職員於早上和黃昏在此站販賣乘車票和定期票。在晩年JR時代，此站成為完全無人車站。櫃臺過仍然保留在JR九州時代，在2004年由肥薩橙鐵道接手後，櫃臺被公告板遮蓋。

### 月台
| 月台 | 路線          | 上下行 | 方向                 | 備註                  |
| ---- | ------------- | ------ | -------------------- | --------------------- |
| 1    | ■肥薩橙鐵道線 | 上行   | 八代、新八代方向     |                       |
| 1、2 | ■肥薩橙鐵道線 | 下行   | 佐敷、水俁、出水方向 | 大部分列車使用1號月台 |

1號、2號月台設有上下行線場內、出發信號機，使可以在此站折返。列車基本上使用車站大樓一方的1號月台，當發生列車交會時才會使用2號月台。
此站與八代站之間設有麓隧道和約300米長的球磨川橋梁，當發生颱風等惡劣天氣或天災時，八代方向的列車會在此站折返運行。在這情況下會臨時設置車站職員。在2016年4月14日發生的熊本地震中，在18日黃昏全線重開前前，前往八代方向的列車會在此站為終點站並進行折返。

## 使用狀況
以下為1日平均乘車人次和上下車人次列表：
| 年度   | 1日平均 乘車人員 | 1日平均 上下車人次 |
| ------ | ---------------- | ------------------ |
| 2000年 | 380              | 767                |
| 2001年 | 416              | 840                |
| 2002年 | 401              | 812                |
| 2003年 | 409              | 835                |
| 2004年 | 314              | 637                |
| 2005年 | 286              | 577                |
| 2006年 | 290              | 583                |
| 2007年 | 284              | 572                |
| 2008年 | 279              | 560                |
| 2009年 | 275              | 550                |
| 2010年 | 258              | 516                |
| 2011年 | 236              | 484                |
| 2012年 | 216              | 444                |
| 2013年 | 214              | 440                |
| 2014年 | 197              | 406                |
| 2015年 | 199              | 416                |
| 2016年 | 205              | 414                |
| 2017年 | 229              | 443                |

## 車站周邊
車站南邊設有廣寬的田地，北邊設有許多住宅和商業設施。隨著接近八代市中心，建築物密集程度愈高。車站東邊為山邊。
- 中九州短期大学
- 熊本高等專門學校八代校園
- 熊本縣立八代工業高等學校（日语：熊本県立八代工業高等学校）
- 八代市醫師會立八代看護學校
- 國道3號
- 八代市立高田小學校（日语：八代市立高田小学校）
- 八代市立第五中學校
- 醫師會立醫院、八代醫師會檢診檢查中心
- 南九州西回自動車道八代南交匯處（日语：八代南インターチェンジ）

## 巴士路線
高田站前 - 在站前左邊。
- 產交巴士（日语：九州産交バス）
  - １２：八代市政廳前（經八代站、袋町）
  - １２：日奈久下西町（只於平日與年初年尾運行）
  - １２：Wind八代（日语：ウインズ八代）（只於星期六與假日運行）

短大高專前 - 距離車站約500米的國道3號上。
- 產交巴士
  - １１：八代市政廳前（經八代站、出町）
  - １１：道之驛田之浦（日语：道の駅たのうら）（經日奈久、君淵）

## 相鄰車站
肥薩橙鐵道
■肥薩橙鐵道線
■快速「超級橙」（只於星期六日運行）
通過
■快速「快速海洋快車薩摩」（只限4號停站）（只於星期六日運行）、■普通
八代（OR02）－肥後高田（OR03）－日奈久溫泉（OR04）

## 注腳
1. ↑  日本《官報》第1952號「鐵道省告示第298號」，1933年7月5日：第101頁。
2. ↑  在1992年的JR Dial（由日本電信發行的JR業務用電話簿）記載此站為有人車站，但是沒有記載車站事務室的電話號碼。
3. ↑  八代市統計年鑑

## 外部連結
- 肥後高田站（各站資訊） （页面存档备份，存于） - 肥薩橙鐵道